# Curral (filme)
Curral é um filme brasileiro de 2021, do gênero drama, dirigido por Marcelo Brennand e estrelado por Carla Salle, José Dumont, Thomás Aquino e Rodrigo García. Foi lançado nos cinemas pela Pandora Filmes em 11 de novembro de 2021. Antes do lançamento nos cinemas, foi apresentado na Mostra Internacional de Cinema de São Paulo.

## Sinopse
Chico Caixa é um homem humilde e ex-funcionário da distribuidora de água de Gravatá, em Pernambuco, local que sofre com a escassez hídrica. Ele é recrutado por um amigo de infância, o advogado Joel, que precisa conquistar votos de um bairro popular fundamental para conseguir se tornar vereador na cidade. Para se eleger, os dois usam o fornecimento de água como moeda de troca com a população, mas as coisas saem do controle quando Chico se vê confrontado entre suas necessidades financeiras e seus princípios.

## Elenco
| Ator/Atriz          | Personagem       |
| ------------------- | ---------------- |
| Thomás Aquino       | Chico Caixa      |
| Rodrigo García      | Joel             |
| Carla Salle         | Mariana          |
| José Dumont         | Vitorino         |
| Ane Oliva           | Silmara          |
| Clebia Sousa        |                  |
| Fernando Teixeira   | Seu Zé           |
| Marwin Mendes       | Bento            |
| Walter Damatta      | Alex             |
| João Ferreira       | Caçapa           |
| Zoraide Coleto      | Dona Marieta     |
| Aline Marta Maia    | Elizabeth        |
| Nataly Rocha        | Lourdinha        |
| Mayara Millane      | Sandra           |
| Maria das Dores     | Dona Maria       |
| Mauricéia Conceição | Telma            |
| Robens Santos       | Jota Castor      |
| Thardelly Lima      | Rogério          |
| Pedro Wagner        | Menezes          |
| Giordano Castro     | Vanildo do Forró |

## Prêmios e indicações
| Ano  | Prêmio                                       | Categoria                             | Indicado      | Resultado |
| ---- | -------------------------------------------- | ------------------------------------- | ------------- | --------- |
| 2021 | Festival de Cinema Ibero-Americano de Huelva | Melhor Ator                           | Thomás Aquino | Venceu    |
| 2021 | Festival de Cinema Ibero-Americano de Huelva | Melhor contribuição técnico-artística | Curral        | Venceu    |
| 2021 | Festival de Cinema do Brooklyn               | Melhor Longa de Ficção                | Curral        | Venceu    |
| 2021 | Inffinito Brazilian Film Festival            | Melhor Ator                           | Thomás Aquino | Venceu    |